# 유기농

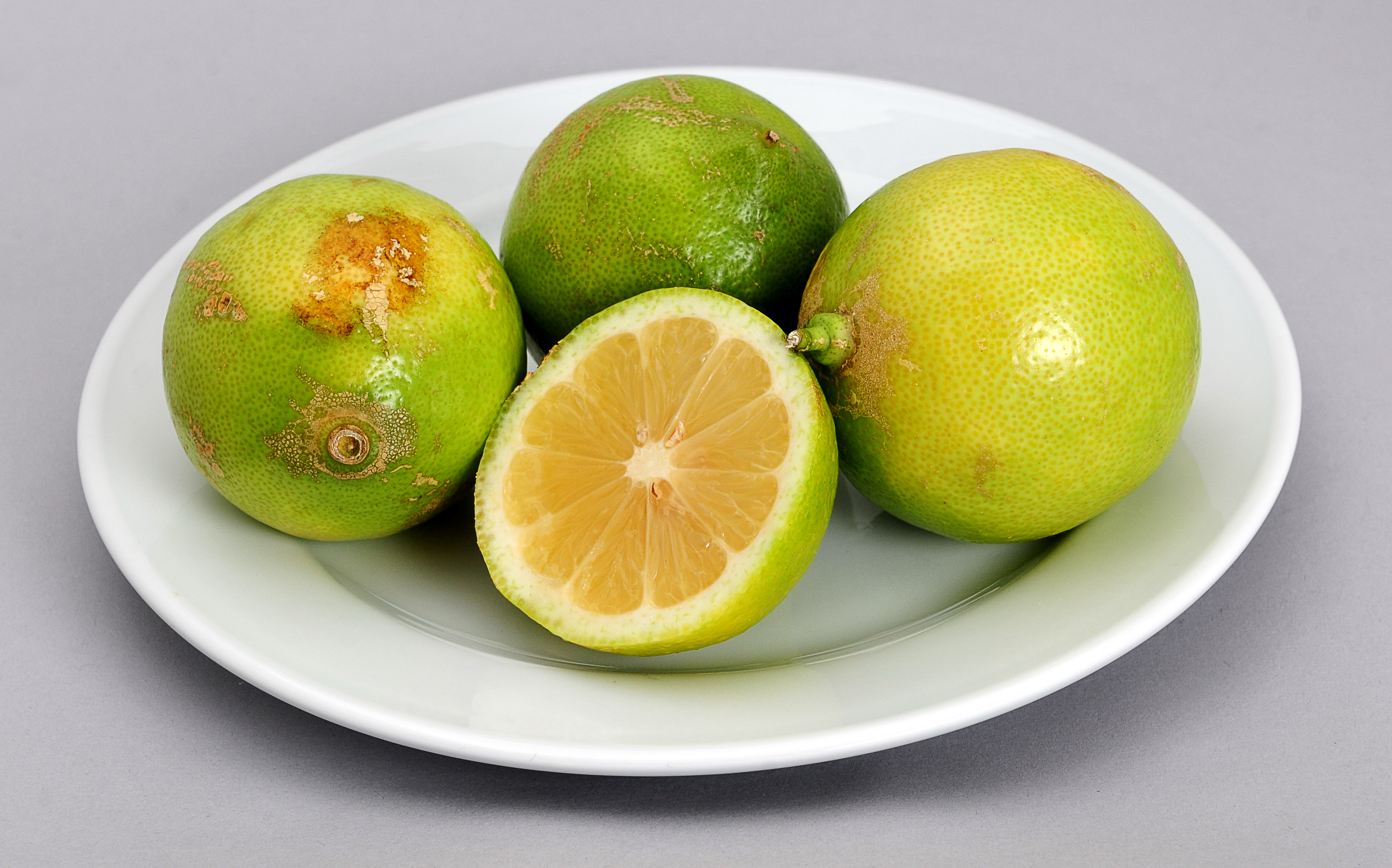
유기농 레몬

유기농(有機農, 영어: organic farming)은 유기농 종자를 사용하고, 5년 이상의 윤작을 실천하며, 토양진단을 통해 최적시비를 실천하며, 종다양성을 확보하여 천적 서식을 도모하여 건강한 작물체 재배를 도모하는 영농방법이다.
화학 비료나 농약을 사용하지 않고 녹비(綠肥), 어분, 퇴비, 콩깻묵 등 유기 비료와 미생물, 자연광석 등의 자연적인 자재를 쓰며, 생물학적 방법으로 병충해를 방지하는 농업이다. 
무농약재배는 화학 비료와 농약을 사용하지 않고 퇴비만을 사용하는 농사이다.

## 사례
- 쿠바 지렁이 농법

한 때 세계의 ‘악의 축’이라고 여겨졌던 쿠바가 경제침체에서 벗어날 수 있었던 것은 해외의 원조나 정치의 힘이 아닌 바로 이 작은 미물로부터 얻어졌다. 바로 지렁이를 이용한 농법이다.
이러한 쿠바의 도시농업은 획일적이던 쿠바의 농업구조를 바꾸어 놓았으며, 도시농업의 성공으로 혼합경제의 구조를 변화시켜놓았다. 독재자도 할 수 없었던 일을 지렁이의 힘으로 이룩했다고 해도 과언이 아니다. 현재 도시농업과 유기농의 롤모델이라면 쿠바를 빼놓고는 말할 수 없다.
지렁이는 ‘지구의 쟁기’ 또는 ‘땅속의 농부’라고 하며 땅속 깊숙이까지 부지런히 땅에 구멍을 뚫어 공기를 순환시키고 빗물을 통과시켜주며, 유익한 미생물을 번식시켜준다. 게다가 썩은 식물이나 동물을 섭취하여 질소나 칼슘과 같은 식물 생장에 필수적인 영양소를 제공해 주기도 한다.
생태학자들은 이를 지렁이 유기농법이라 이름 지어 웰빙열풍을 타고 각광을 받고 있지만, 이미 인간이 농사를 시작하던 때부터 지렁이 농법은 존재해왔다고 밝히고 있다.

- 우렁이 농법[1]

벼를 먹지 않는 잡식성인 우렁이를 논에 방사하여 논의 잡초를 제거하는 농법으로, 대한민국 해남군에서 처음 이용되었다.
- 오리 농법[2]

모내기 이후 이삭이 나오기 전까지 논에 오리를 방사하여 잡초를 제거하고, 오리의 배설물을 비료로 활용하는 농법이다.

## 비판
유기농이 환경, 건강에 더 좋다는 의견은 아직 과학적으로 증명되지 못하였다. 미국 과학 및 건강 위원회(en:American Council on Science and Health)는 유기농 농업이 더 환경에 좋지 않다고 한다.

## 같이 보기
- 녹색 혁명
- 생태농법(영어판)
- 자연농법(NF)
- 유기농 식품
- 지속가능한 농업
- 바이오다이내믹 농업

## 참고 문헌
- 「자연정화처리기술의 실제」, 유기물의 부식화, 박철휘 저, 동화기술교역(2004년, 42~47p)
- 「건강을 살리는 숯」, 숯에는 무엇인가가 살고 있다, 송재만 저, 문예마당(2007년, 46~49p)
- 「창조주의 특별한 선물」, 생체정보를 활용한 기술의 전망, 김용태 저, 건강신문사(2010년, 50~52p)
- (유기농업), 손상목, 향문사 (2012년)